# Sindbjerg Sogn
Sindbjerg Sogn er et sogn i Hedensted Provsti (Haderslev Stift).
I 1800-tallet var Sindbjerg Sogn anneks til Grejs Sogn. Begge sogne hørte til Nørvang Herred i Vejle Amt. Grejs-Sindbjerg sognekommune blev ved kommunalreformen i 1970 indlemmet i Tørring-Uldum Kommune. Det meste af den inkl. Sindbjerg Sogn indgik ved strukturreformen i 2007 i Hedensted Kommune, men Grejs Sogn valgte som det eneste at slutte sig til Vejle Kommune.
I Sindbjerg Sogn ligger Sindbjerg Kirke.
I sognet findes følgende autoriserede stednavne:
- Agersbøl (bebyggelse, ejerlav)
- Heden (bebyggelse)
- Kærskifter (bebyggelse)
- Lindved (bebyggelse, ejerlav)
- Låge Mark (bebyggelse)
- Rugbjerg (bebyggelse)
- Sindbjerglund (bebyggelse, ejerlav)
- Tykmose (bebyggelse)
- Ulkær (bebyggelse, ejerlav)
- Vester Ørum (bebyggelse, ejerlav)
- Ørum Vestermark (bebyggelse)
- Ørumskov (bebyggelse)